# Nicolas Bachelier

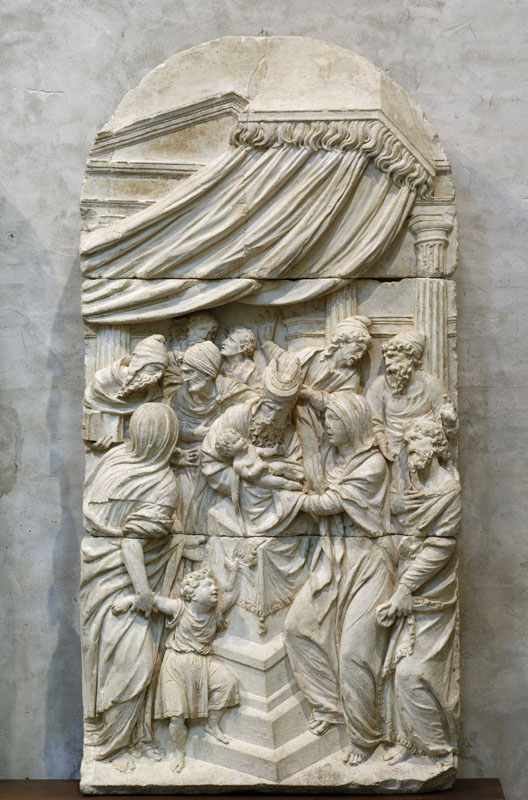
Ofiarowanie w Świątyni. Rzeźba wykonana przez artystę

Nicolas Bachelier (ur. 1487 w Tuluzie, zm. 1556 lub 1557) – francuski rzeźbiarz i architekt. Studiował we Włoszech. Był czołowym przedstawicielem snycerskiej szkoły z Tuluzy w okresie renesansu, działał głównie w Tuluzie. W jego twórczości można zaobserwować wpływy Michała Anioła. Jest autorem dekoracji rzeźbiarskich dla pałaców de Bagis, de Bernuy, d'Assézat, Béringuier-Maynier i zamku w Saint-Jory. Zajmował się również złotnictwem, jest autorem relikwiarza św. Jerzego. Tworzył rzeźbione meble. 